# Lucanus kazumiae
Lucanus kazumiae là một loài bọ cánh cứng trong họ Lucanidae. Loài này được Zilioli mô tả khoa học năm 1999.